# Ailuroedus crassirostris
Ailuroedus crassirostris là một loài chim trong họ Ptilonorhynchidae.

## Hình ảnh

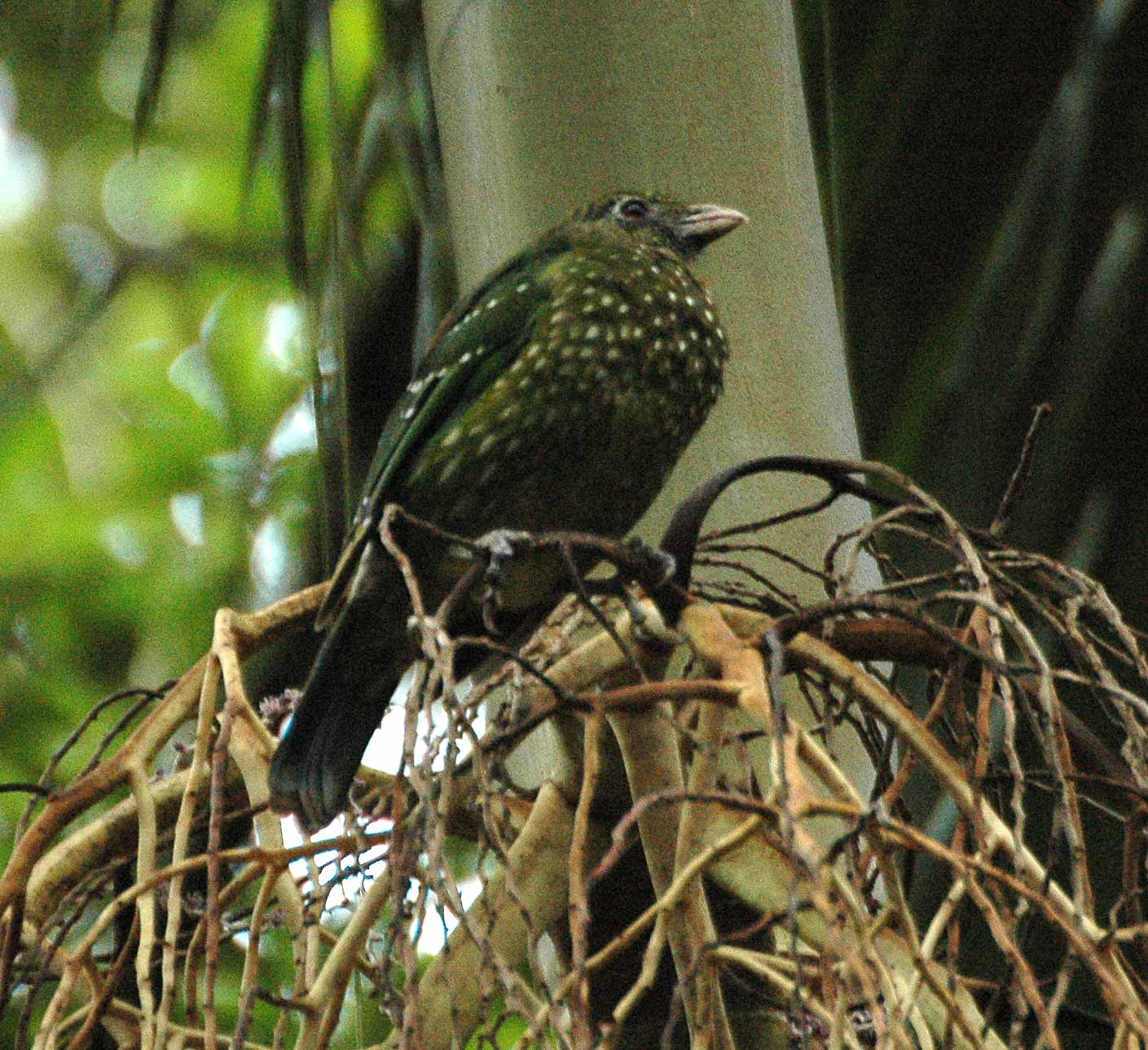